# Émaux de Briare
Les Émaux de Briare sont une manufacture française de mosaïque basée à Briare dans le département du Loiret en région Centre-Val de Loire. Elle est issue du rachat de la Faïencerie de Briare, créée en 1837, par Bapterosses et Cie, une société spécialisée dans la fabrique de boutons dits de porcelaine fondée à Paris en 1845.
La société développe une stratégie internationale dès 1851 en Europe puis ultérieurement, avec l'apparition des perles synthétiques, en 1864 vers l'Afrique, l'Australie et les Amériques. Elle se spécialisera progressivement à partir du XXe siècle dans les mosaïques.

## Géographie
La manufacture des Émaux de Briare est située à Briare, dans le département du Loiret et la région Centre-Val de Loire. Elle se trouve à proximité immédiate de la principale carrière de sable qui l'alimente depuis l'origine, sur le bord de la Loire qui longtemps servit à l'acheminement tant des matières premières que des marchandises. Elle est à 10 km de Gien sur le canal de Briare et 80 km en amont d'Orléans.
La direction commerciale est implantée dans le 10e arrondissement de Paris depuis 1878, dans un immeuble situé au 50 rue de Hauteville servant aussi pour la faïencerie de Gien et par la suite pour la compagnie industrielle du jouet (CIJ), devenues successivement filiales de la société.
Le groupe possède deux boutiques à Paris, l'une dans le 7e arrondissement, l'autre dans le 10e arrondissement, ainsi qu'une filiale à Copiague  dans l'état de New York aux États-Unis.
Le musée de la mosaïque et des émaux de la manufacture est installé à Briare sur le site de l'usine.

## Histoire

### XIXesiècle

#### Un double départ
L'histoire de la manufacture de Briare peut être présentée comme le résultat de la fusion de deux histoires anciennes de créateurs dans le domaine de la céramique.

##### La manufacture de faïencelithocérameà Briare

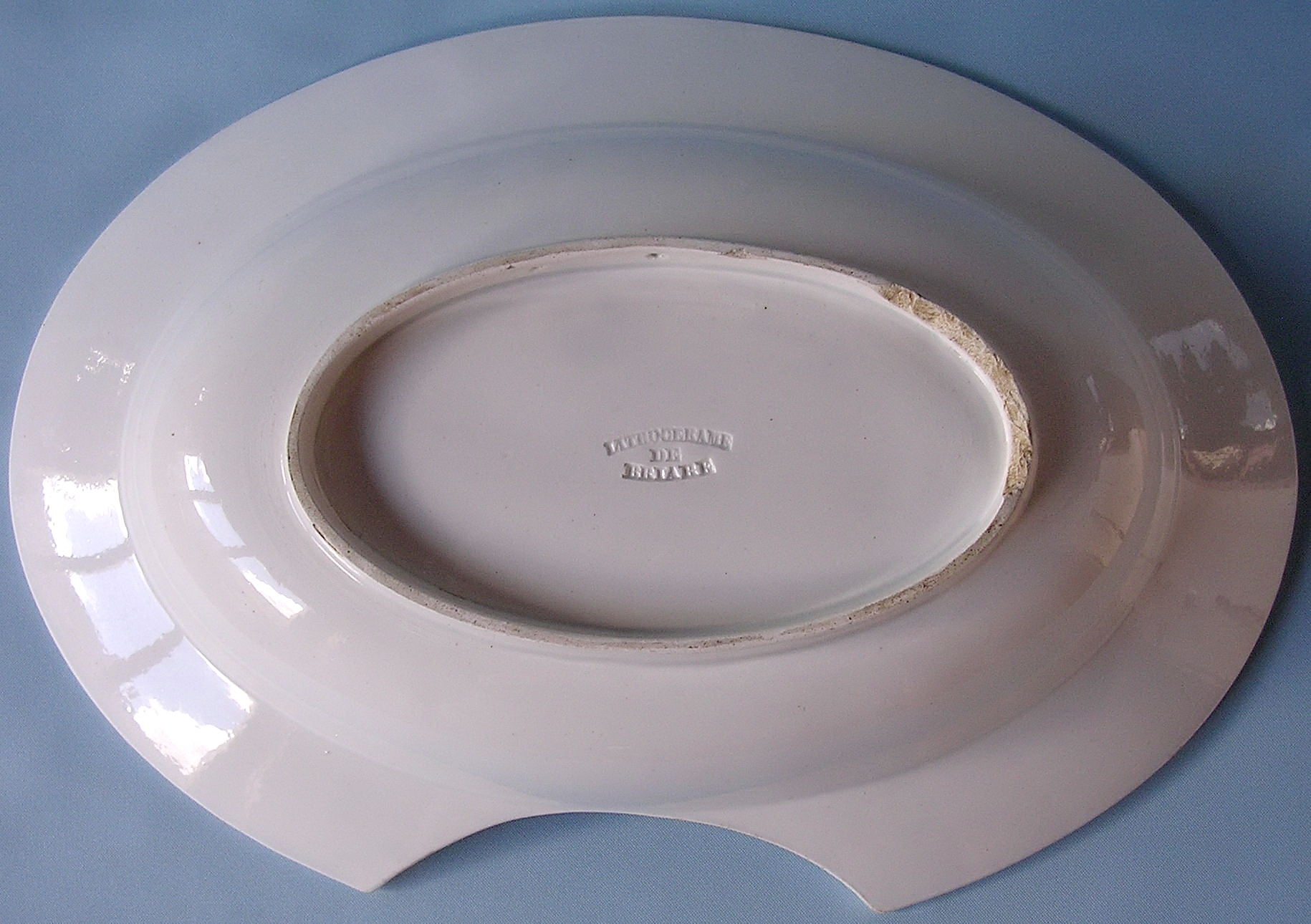
Plat de barbier : faïence lithocérame de Briare vers 1840.

Une manufacture de faïence fine dite lithocérame est créée à Briare en 1837 par « Brisset, Azambre & Cie » sur des terrains rachetés aux propriétaires du canal de Briare. Elle est basée sur les travaux réalisés par un élève d'Antoine-François Fourcroy et de Louis-Nicolas Vauquelin qui recherchait un matériau intermédiaire entre la porcelaine et la poterie, tant en termes de prix de revient que de finesse d'aspect. Le siège de la société est toutefois situé à Paris, 46 rue Jacob.
L'usine, moderne, est dotée de fours à houille, puis équipée d'une machine à vapeur dès 1843, soit dix ans avant la faïencerie de Gien,. Elle utilise aussi des matières premières spéciales telles que des argiles à fer oligiste.
Cette société en commandite est l'une des premières manufactures à être cotée, dès 1838, à la bourse de Paris au milieu d'une petite dizaine d'autres, dont celle de Saint-Gobain ou encore de la manufacture des Gobelins.
Selon l'écrivain français Henri-Gustave Lengellé dit Tardy, cette fabrication de faïence est semblable à celle du Beauvaisis excepté le fait qu'elle ne nécessite que quatre jours de cuisson au lieu de huit et que l'émail est confectionné avec du laitier de fer. Ce procédé semble avoir perduré au moins jusqu'en 1876.

##### La manufacture de boutons dits deporcelaineà Paris

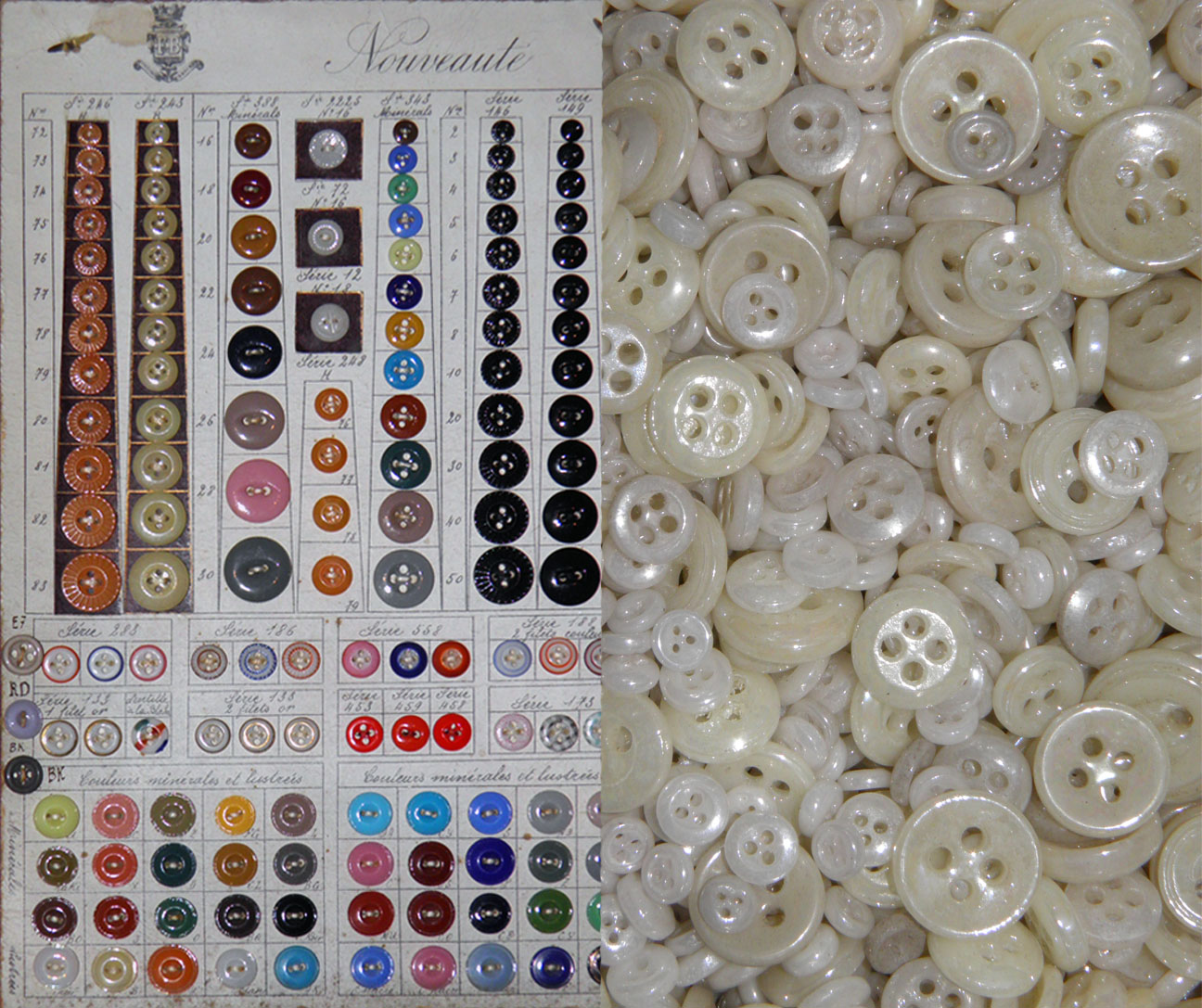
Boutons d'émail de Briare vers 1850.

Parallèlement, en 1843, à la suite d'un voyage en Angleterre, Jean-Félix Bapterosses découvre la nouvelle technique de production locale de boutons selon le procédé de pressage à sec breveté par Richard Prosser le 17 juin 1840. La production démarre dès le mois d'août à la manufacture Mintons à Stoke-on-Trent , célèbre faïencier du Staffordshire, qui s'est associé à Prosser. Si Bapterosses perçoit l'intérêt de cette méthode, il voit aussi sa faiblesse, car outre-Manche, les boutons sont alors frappés à l'unité, notamment du fait de la faible plasticité des poudres sèches employées. Il en tire l'idée d'une machine permettant de frapper 500 boutons simultanément,, en 1844 (brevet du 4 novembre), grâce entre autres à son ingéniosité mécanique et à une pâte rendue plus plastique par adjonction de lait qui contient de la caséine. Cela lui permet d'obtenir une première médaille d'or à l'exposition nationale de Paris de 1844, précurseur des expositions universelles. L'invention de ce procédé performant combiné avec une méthode de cuisson ingénieuse  met, en quelques années, un terme à la fabrication anglaise de boutons, qui doit désormais importer les boutons de France,.
Bapterosses fonde sa première usine en juillet 1845 à Belleville dans le département de la Seine d'où sortent les premiers boutons industriels, dits « boutons agates »,.
En 1846, il transfère la manufacture dans des locaux plus spacieux aux 27 et 29 de la rue de la Muette à Paris. Le 10 mai 1847, il dépose un nouveau brevet pour un four à moufle (double enceinte chauffant son volume intérieur) chauffé à la houille. Cela  permet de réduire le temps de cuisson des boutons à 15 minutes tout en permettant une surveillance constante. Il trouve un feldspath particulier (de Norvège) qui permet de donner un aspect plus lustré à ces boutons. Cette nouvelle formulation place la pâte durcie entre les porcelaines dures et les porcelaines tendres,.
Entre 1848 et 1849, Bapterosses développe ses gammes de couleurs grâce à l'utilisation d'oxydes métalliques sur lesquels il travaille de concert avec Jacques-Joseph Ebelmen pour développer des cristallisations,. Il les perfectionne aussi pour sa fabrication de boutons. Le succès venant, les contrefaçons apparaissent : F. Bapterosses intente un procès à la société Lebeuf, Milliet & Cie qui venait de prendre le contrôle des usines de faïence de Creil-Montereau. Ceux-ci sont condamnés grâce notamment à la plaidoirie de l'avocat français Adolphe Billault et ce malgré la défense pour la partie adverse de l'avocat Jean-Baptiste Duvergier, futur ministre de la Justice.
En 1850, alors qu'il est à la recherche d'un emplacement pour agrandir son usine dans laquelle il emploie alors environ 700 personnes, Bapterosses tombe en panne de diligence à Briare. Il y repère alors l'usine de faïencerie fine en difficulté financière et mise aux enchères de ce fait. Il la rachète en 1851, avec son procédé de fabrication.
Ce transfert permet à la manufacture de quitter la capitale qui subit alors les évènements de la Révolution française de 1848,.

#### Le développement sur le site de Briare

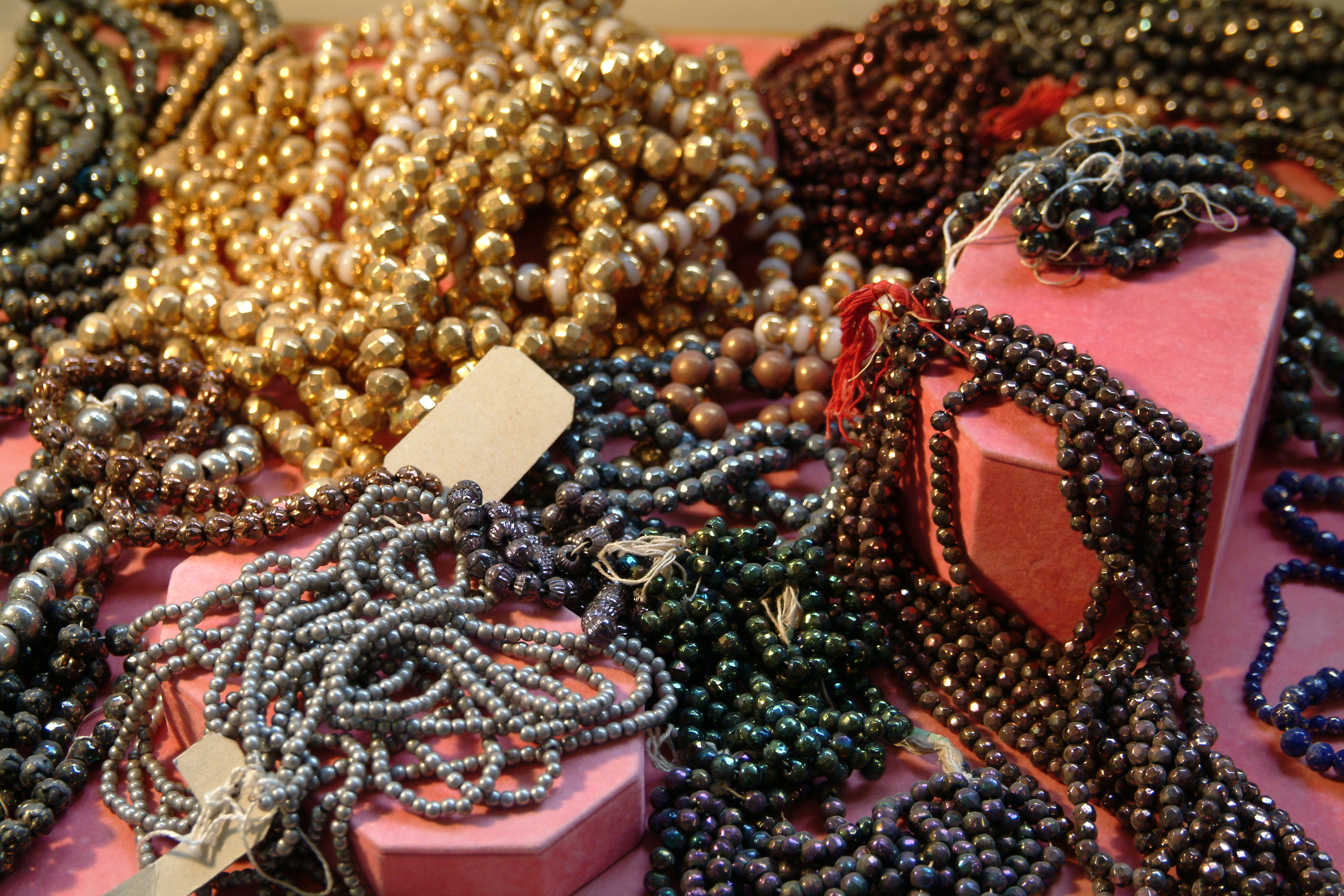
Perles nacrées en Émaux de Briare, vers 1865.

Les nouveaux locaux offrent plusieurs avantages : leur importante superficie, leurs équipements modernes (fours à houille, pompe à eau...), leur situation géographique à seulement 150 km de Paris sur la route royale n° 7 et à proximité du canal de Briare. Le débouché sur le canal et la Loire, alors navigable — (en amont par une lancière de moulin) — est idéal pour l'approvisionnement des matières premières nécessaires : terres du Limousin, houilles de Commentry ou feldspath de Norvège. La surface occupée par l'usine passe en quelques années de 3 à 10 hectares et le domaine fait plus de 200 hectares avec ses terres agricoles. Des fours plus modernes sont rapidement construits,. L'usine possède d'immenses halls et cheminées, qui, alignées, « donnent l'impression d'une gigantesque usine à fer » comme le décrit en 1898 le journaliste français Victor-Eugène Ardouin-Dumazet dans son guide touristique Voyage en France. L'entreprise produit alors 1 400 000 boutons par jour et emploie 550 personnes.
La ferme de Rivotte située à proximité de l'usine est rachetée afin de fournir le lait nécessaire à la neutralisation de l'excès d'acide au cours de la fabrication de la pâte pour les émaux,, la caséine étant aussi un liant naturel pour la pâte.
Parallèlement, Bapterosses, élu conseiller général du canton de Briare en 1857, est membre de la commission d'enquête sur le tracé de la ligne de chemin de fer reliant Auxerre à Gien. Il favorise le passage de la voie de chemin de fer à Briare en influençant la société des chemins de fer Paris-Orléans. Le tronçon reliant Montargis à Nevers via la gare de Briare s'intégrant dans l'actuelle ligne de Moret - Veneux-les-Sablons à Lyon-Perrache est ouvert en septembre 1861.
La production de petits boutons à queue métallique - notamment pour les bottines - débute en 1860 grâce à l'invention d'une machine mécanique pour former les tiges en laiton et celle des perles en 1864. L'usine produit alors 800 000 boutons à queue par jour.
Bapterosses est également le pionnier dans l'utilisation d'une méthode proche de celle de Prosser pour la fabrication des perles synthétiques.

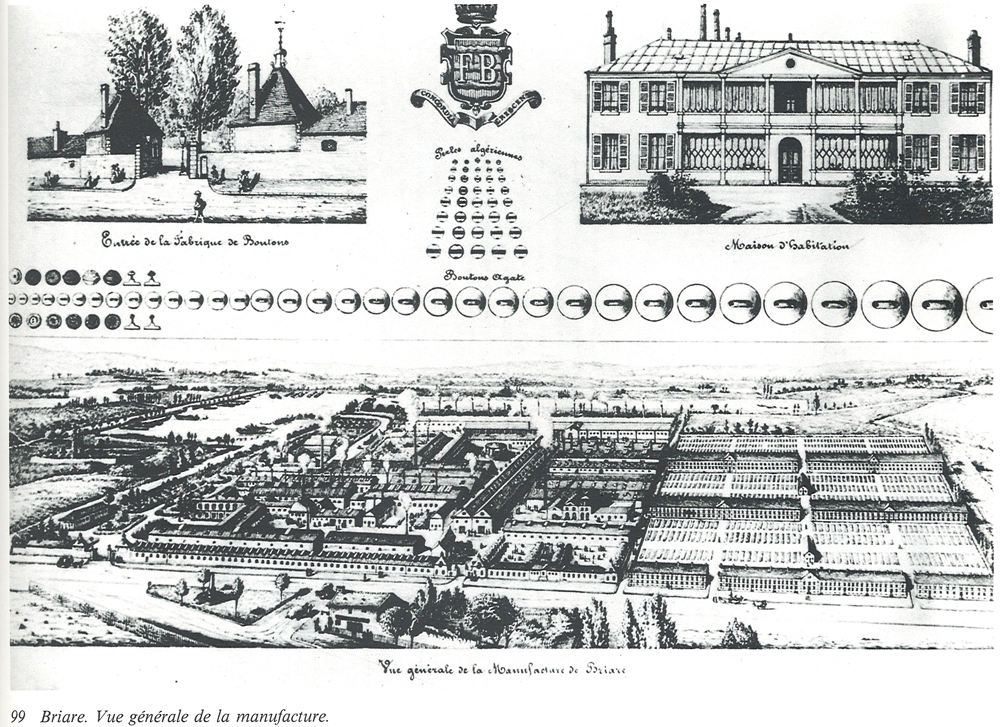
Gravure de Laurent Victor Rose représentant la manufacture de Briare (1875).

Vers 1865, l'entreprise emploie environ 700 personnes, principalement des femmes et des enfants,.  Bapterosses est devenu l'actionnaire de référence de la faïencerie de Gien en 1866. Pour faire face au besoin toujours croissant d'espace de production à la manufacture de Briare on ouvre une annexe au sein de la faïencerie de Gien.
En 1867, l'utilisation d'un brevet permet la fabrication de perles irisées (avec un lustre métallique).
En 1876, des cités ouvrières avec jardins sont construites sur le domaine pour y loger 186 familles ouvrières - représentant environ 800 personnes - dotées d'un grand confort pour l'époque (bien aérées, eau, gaz) et relativement spacieuses puisque comprenant trois pièces, une pour les parents, une pour les garçons et une pour les filles. Elles ne sont  détruites que cent ans plus tard. Des écoles sont bâties au sein même de l'usine, pour lesquelles F. Bapterosses développe même un système breveté de pupitre ajustable.
Briare devient « la cité des perles » ; sa population passe de 3 477 en 1851 (date du rachat de l'usine), à 5 590 habitants en 1881. Selon Alfred Loreau — beau-fils de Bapterosses et second de l'entreprise depuis 1870 — ,compte tenu des travaux de mise sur des cartes des produits fabriqués que l'on effectue dans les communes alentour, la manufacture emploie les services de 9 000 à 10 000 salariés à son maximum de production. À cette époque environ 10 000 tonnes de charbon et 500 m3 de bois sont consommés par an, ainsi que des masses considérables de matières premières : 2 000 tonnes de feldspath principalement et 500 tonnes d'oxydes métalliques  et autres matières colorantes. Elles permettent d'exporter entre autres 500 tonnes de perles et 1 000 tonnes de boutons. La revue La Nature écrit que dans les années 1880, l'usine produit 6 tonnes/jour de boutons ou de perles .
Les perles fabriquées par l'usine, d'abord utilisées pour les colliers, accompagnent le mouvement de colonisation de l'Afrique, notamment au Sénégal, (leur présence y est attestée dès 1871) et en Afrique centrale (attesté par Louis Alexandre Antoine Mizon et Jean-Baptiste Marchand pour la mission Congo-Nil) ou encore en Amérique latine (selon l'explorateur italien, naturalisé français, Pierre Savorgnan de Brazza,) en plus du Nord. Elles deviennent une monnaie d'échange dans les colonies françaises en Afrique notamment jusqu'en 1944 au Tchad, où elles ont même un nom spécifique "Boké", comme l'atteste Henri Joseph Eugène Gouraud . Dix-huit à vingt colliers de perles Bapterosses valent un Thaler en usage en Afrique en 1900, tandis qu'un collier suffit pour obtenir une ration de manioc . Les perles imitent également des objets naturels (coquillages Conus, vertèbres de serpents, dents de lion) ou reproduisent des pendentifs traditionnels (Talhakimts) pour plaire aux différentes tribus .
Et dès 1882, l'usine commence la fabrication de la mosaïque en émaux. Celle-ci reste longtemps une activité annexe de l'entreprise, production réservée uniquement aux artistes et décorateurs.

#### La reconnaissance à l'international
Après s'être rendue dans les Expositions universelles de Paris en  1844 et 1849  (exposition de la Seconde République), où elle obtient des médailles d'or, la société s'ouvre aux marchés internationaux en participant à un grand nombre de concours et d'expositions universelles en France et à l'étranger dans la seconde moitié du XIXe siècle. Elle y collectionne les prix et distinctions.
À Londres (Royaume-Uni) en 1851, elle reçoit une « prize medal »; en France elle a la « médaille d'or » de la Société d'encouragement pour l'industrie nationale en 1853, à New York (États-Unis) en 1853, la « médaille de bronze » .
À Paris en 1855, l'entreprise reçoit une « médaille d'honneur » ; à Londres de nouveau en 1862 la « prize medal » ; à  Porto (Portugal) en 1865, la médaille « gloria victoribus » ; à Paris en 1867, la « médaille d'or » .
En 1871 à l'Exposition internationale de Londres, l'ensemble de la production, des boutons jusqu'au système de pupitres pour écoliers reçoit une critique élogieuse. À Vienne (Autriche-Hongrie) en 1873, l'entreprise reçoit la « médaille de mérite » : ce sont particulièrement les perles avec un lustre nacré  qui y retiennent l'attention des experts (Brianchon) et celle des concurrents qui cherchent à imiter cette nouveauté.
À Philadelphie (États-Unis) en 1876, la récompense est le « certificate of award » ; À l'Exposition universelle de 1878 à Paris : le « Grand Prix ».
Présence à Sydney (Australie) en 1879 ; à Melbourne (Australie) en 1880.
À Amsterdam (Pays-Bas) en 1883, l'entreprise est médaillée ; À Anvers (Belgique) en 1885, elle reçoit une « médaille d'or ».
C'est à Paris en 1889 que des mosaïques « feldspathiques » concourent pour la première fois, notamment un Salve réalisé par Henri Bichi qui remporte le « Grand Prix » , tandis que les boutons remportent une nouvelle « médaille d'or »  .
Exposition à Chicago (États-Unis) en 1893, ;  Exposition universelle, internationale et coloniale de Lyon de 1894 .
L'entreprise obtient encore un diplôme d'honneur à l'Exposition internationale de Bruxelles de 1897 puis les Grands Prix à Paris 1900, Liège 1905 et Milan en 1906.
De ce fait et pour accompagner son succès, l'entreprise dépose sa marque et protège ses brevets dès le XIXe siècle dans des pays comme l'Angleterre en 1857, l'Espagne, le Japon, l'Allemagne, l'Australie, l'Empire austro-hongrois, la Russie ou les États-Unis dès 1858,, tout en protégeant chaque nouvelle invention .
L'essor de l'entreprise permet au fondateur, puis à ses descendants et alliés, dont ses gendres Paul Yver et Alfred Loreau de financer la construction de plusieurs édifices de la commune : l'église Saint-Étienne de Briare (1890), l'hôpital Saint-Jean, la maison de retraite, les écoles Sainte-Anne et Saint-Jean et le stade vélodrome,.
Jean-Félix Bapterosses meurt en 1885, époque à laquelle les effectifs dépassent 1 300 salariés, sans compter les milliers de personnes travaillant à l'encartage à domicile.
L'accès aux ports maritimes pour expédier les produits finis et recevoir les matières premières y compris de l'étranger est encore facilité par la réalisation du pont-canal de Briare en 1896, vivement soutenu par la manufacture.

Récompenses et brevet au 19e siècle
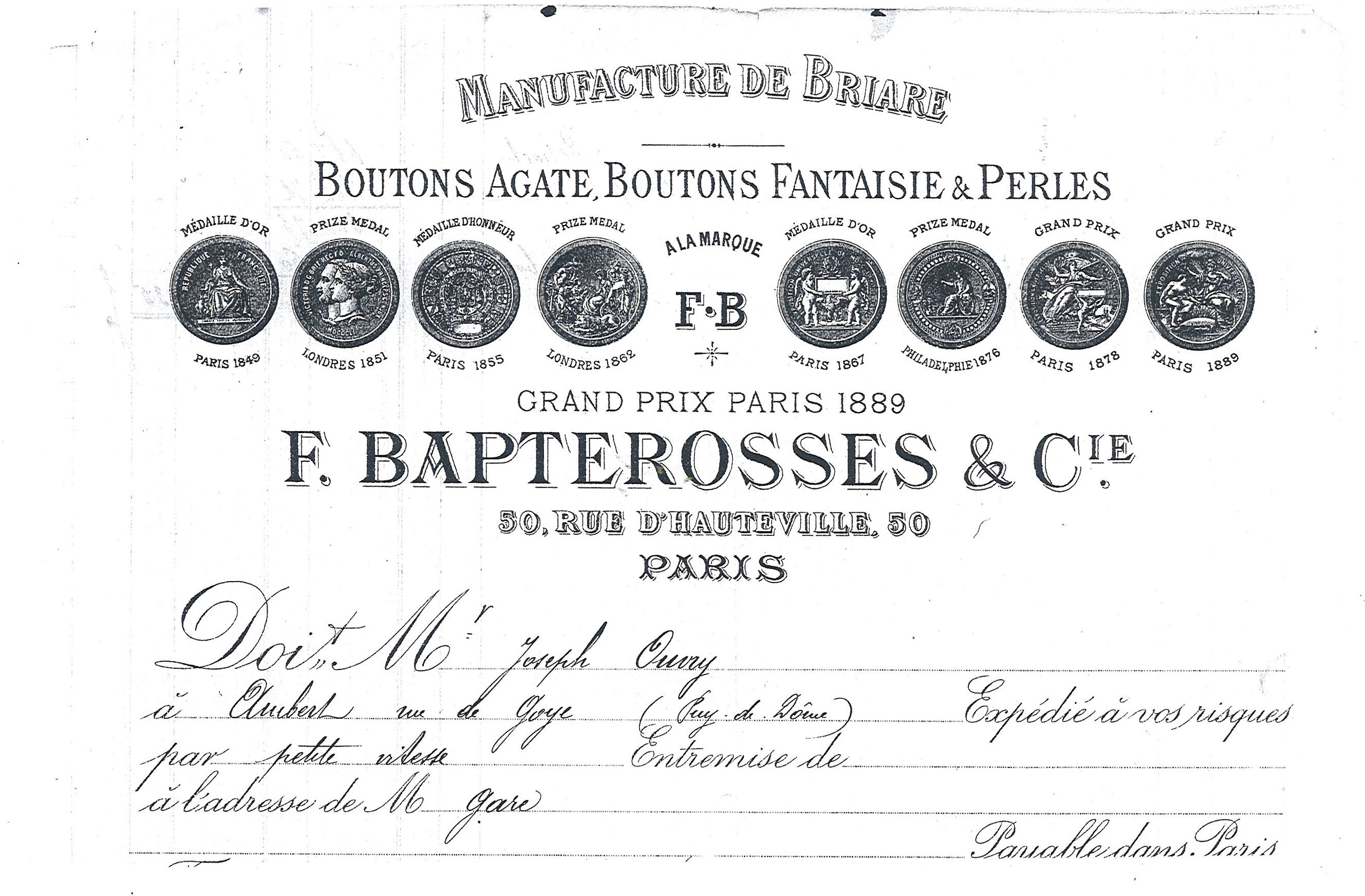
Grands prix décernés à Bapterosses & Cie (1849-1889).
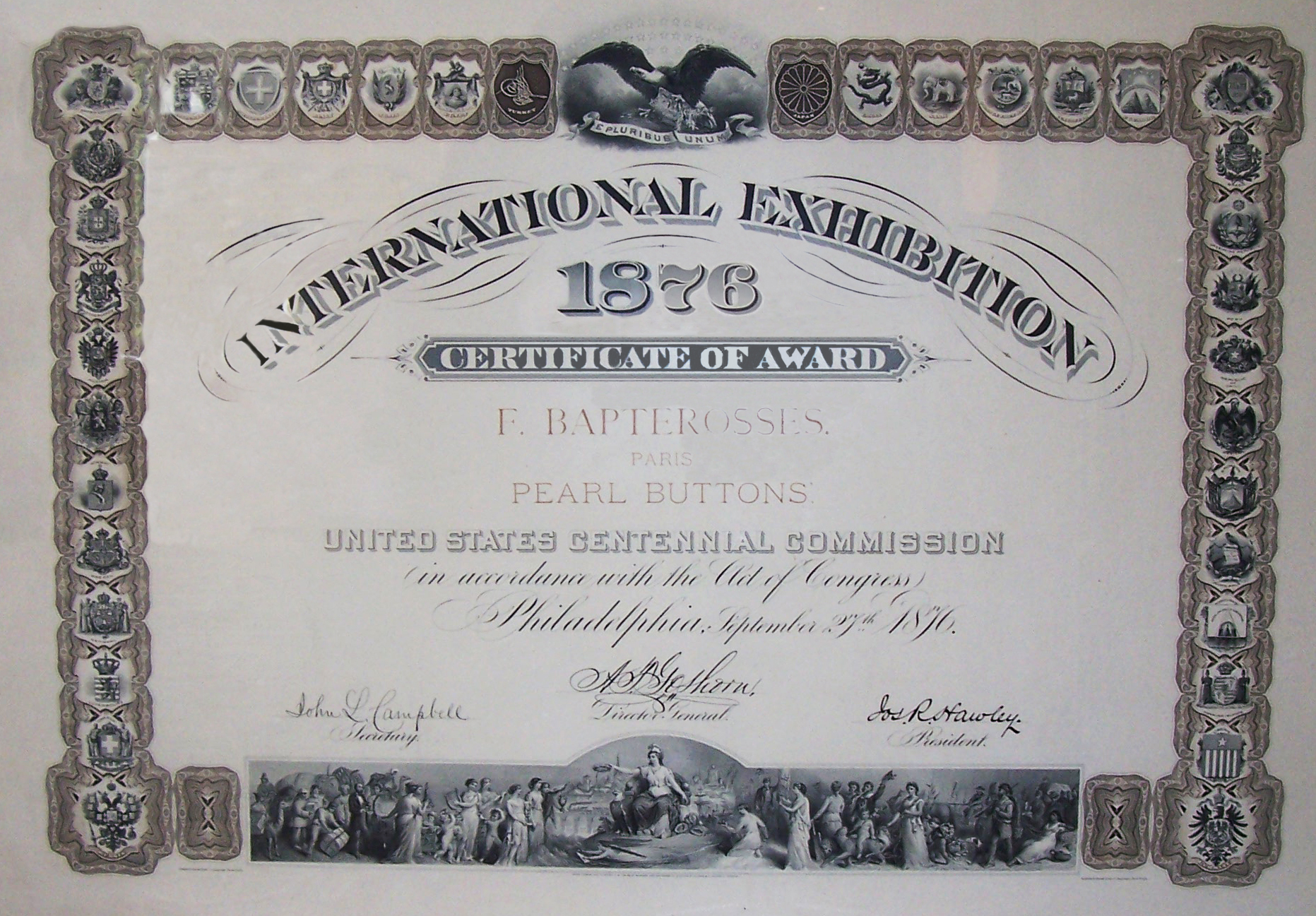
Certificat de récompense de l'exposition universelle de Philadelphie de 1876.
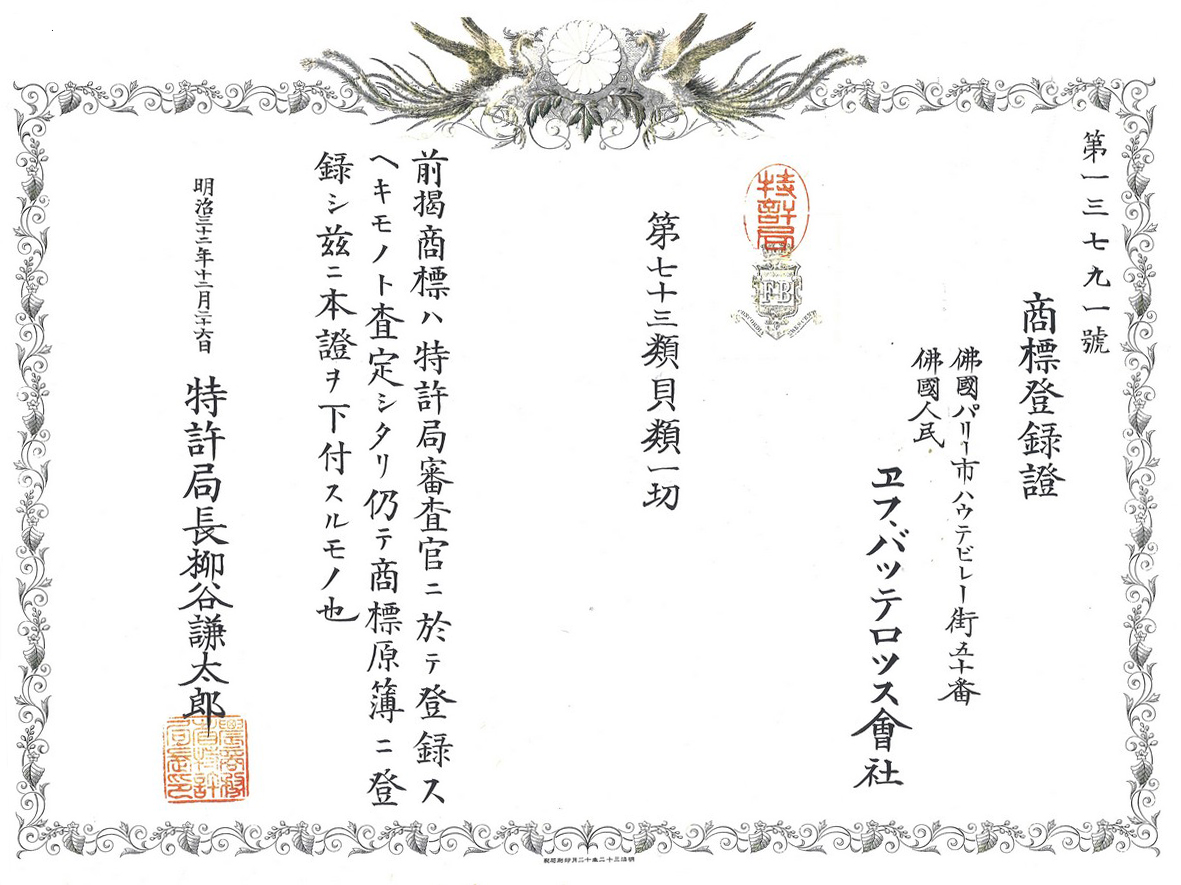
Dépôt de marque "FB" (Félix Bapterosses) au Japon (1890).

### Fin duXIXesiècle-XXesiècle
À partir de la fin du XIXe siècle, au contact de différents créateurs, Henri Harpignies ou Eugène Grasset notamment, les dirigeants de la manufacture s'ouvrent à de nouveaux mouvements artistiques. Toutefois, alors que le XXe siècle verra principalement l'essor de l'activité mosaïques, la première guerre mondiale donnera l'occasion d'une brève résurgence de l'activité boutons — et une poussée concomitante de l'emploi féminin —, destinés à équiper les uniformes des soldats.  Par les pratiques de non respect des licences et brevets de pays européens surtout courantes et permanentes aux États-Unis depuis sa constitution , et courantes ailleurs y compris en Europe, la manufacture de Briare prend l'initiative de créer un syndicat des fabricants des perles et boutons au niveau européen pour défendre ses prix de vente. Elle organise à ce propos un congrès en 1907 réunissant les principaux fabricants italiens, autrichiens et allemands.

#### Art nouveau et renouveau architectural

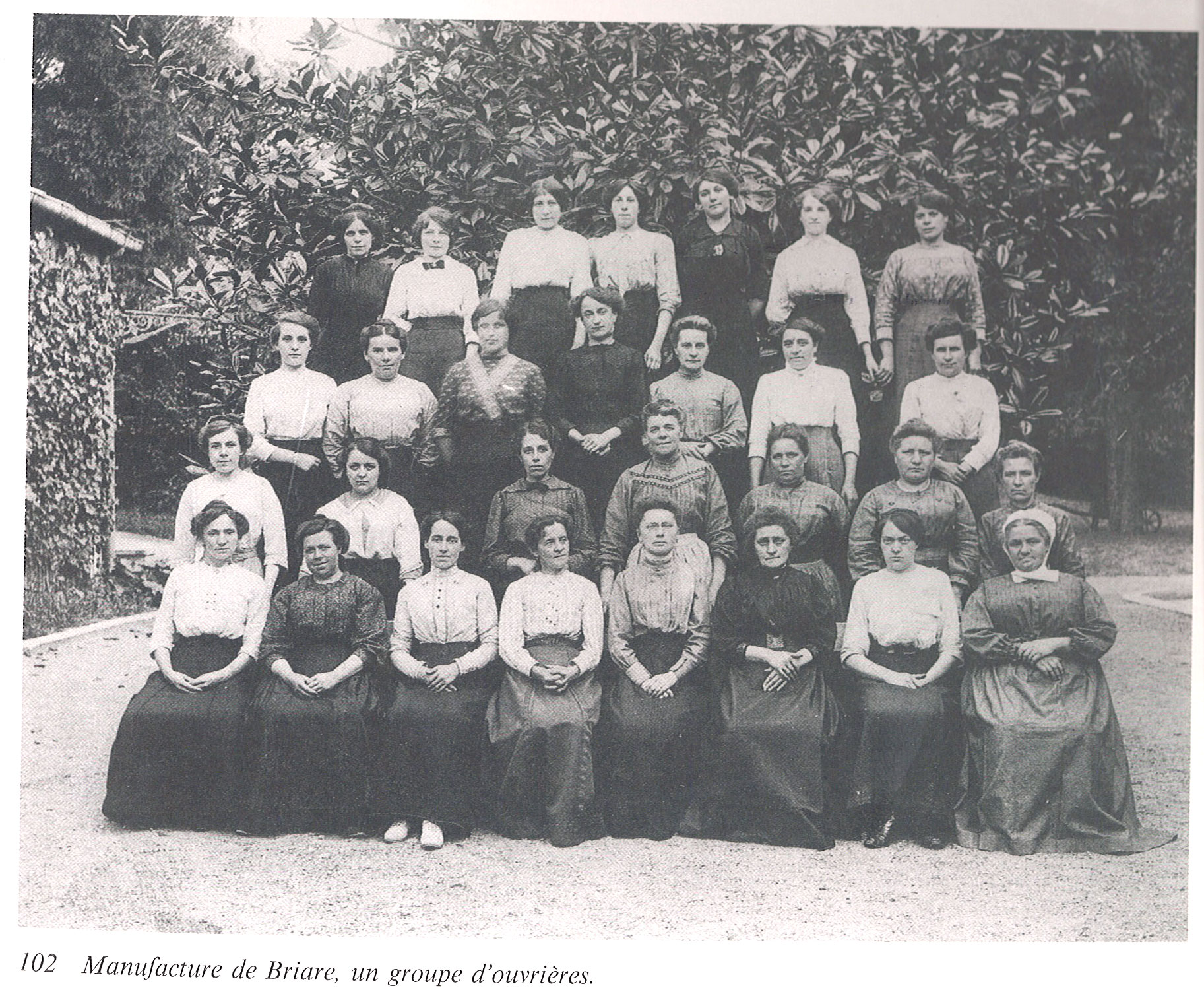
Ouvrières de la manufacture des Émaux de Briare vers 1900.

À la Belle Époque, avec l'arrivée du mouvement artistique « Art nouveau », la mode est aux formes arrondies et à la couleur. Les Émaux de Briare répondent à la volonté de colorer les façades et les entrées d'immeubles. L'artiste Eugène Grasset, l'un des symboles de ce courant en France, participe notamment à la confection des décors en émaux de la façade de l'église Saint-Étienne de Briare. Les cartons de cette mosaïque ont été exposées au Salon des Cent à Paris en 1894 et sont considérées en 1903 par le magazine Art & Décoration comme le chef-d'œuvre de Grasset. Il réalise par ailleurs de multiples décors en mosaïque taillée en Émaux de Briare. De nombreux autres mosaïstes célèbres utilisent les Émaux de Briare, on peut notamment citer : Giandomenico Facchina (basilique Notre-Dame-du-Rosaire de Lourdes), en 1889), Henri Bichi (brasserie Mollard à Paris en 1895), Pietro Favret (église Saint-Pierre de Nevers, Nièvre, en 1924) ou Isidore Odorico (Maison bleue à Angers, Maine-et-Loire, en 1929) tandis que d'autres fournissent des cartons pour les réaliser : Félix Gaudin, Luc-Olivier Merson, Louis-Maurice Boutet de Monvel, Jules Lenepveu dont des portraits en mosaïque ornent la façade du palais des beaux-arts de Rio de Janeiro (Brésil).

#### La périodeArt déco
Durant les années folles (1920-1929), la mosaïque devient un matériau prisé par les architectes, et le succès se poursuit. Dans la foulée du mouvement « Art déco » qui succède à l'Art nouveau, les architectes et décorateurs s'intéressent aux émaux de Briare qui sont par exemple être employés dans les travaux de Pierre Chareau, Robert Mallet-Stevens ou encore les lauréats du grand prix de Rome Michel Roux-Spitz, Marc Brillaud de Laujardière et Georges Feray.

#### De l'après guerre à la période moderne

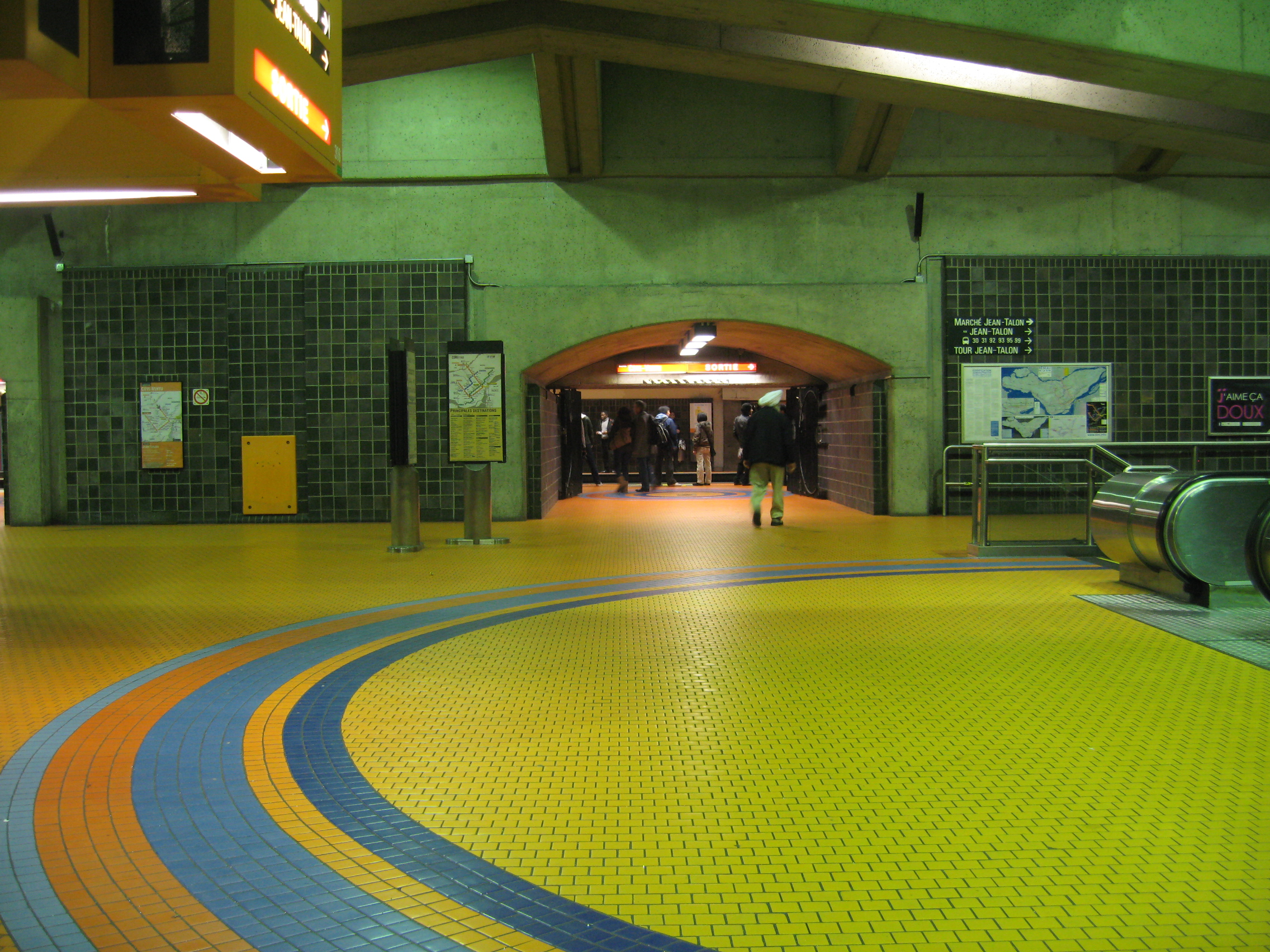
Station métro "Jean Talon" à Montréal. Architecte : Gilbert Sauvé.

Dans les années 1950, l'activité de fabrication de perles et surtout de boutons est en perte de vitesse, du fait de l'arrivée du plastique sur le marché : en effet, les machines à laver le linge automatiques qui se répandent cassent les boutons. La marque ne parvient pas à maintenir sa production. De ce fait, elle se concentre sur la mosaïque et devient l'un des leaders de la céramique de revêtement française.
Grâce à la renommée grandissante de la marque, la direction crée en 1965 le service de décoration sous la direction de Norbert Seroussi, ancien des Arts décoratifs qui va faire évoluer le produit et notamment lancer la gamme « Gemmes ». La société se lance dans de grands projets comme la décoration de stations des métropolitains de Paris, Bruxelles et Montréal ou des aérogares de Paris-Charles-de-Gaulle, de Paris-Orly ou de Caracas au Venezuela. À la même époque, les Émaux de Briare ouvrent des filiales au Design Center de New York, et à Bruxelles et peu après en Allemagne à Düsseldorf, Munich et Stuttgart avec une boutique à Cologne et en Suisse à Genève et Zurich. Cette politique d'internationalisation culmine avec l'attribution de la « mention d'excellence » par le Nouvel Économiste dans son concours « Oscar de l'exportation » en 1977.
Parallèlement, la société ouvre une série de boutiques en France à Bordeaux, Lille, Lyon, Marseille, Paris et Strasbourg,.
L'entreprise travaille toujours avec des artistes renommés, notamment ceux du mouvement d'art cinétique Op Art tels que Yaacov Agam, Carlos Cruz-Díez et Victor Vasarely,.
Les Émaux de Briare ont été récompensés notamment par le label « Beauté Industrie » décerné par l’institut français d'esthétique industrielle,, une médaille d'argent décernée à l'occasion du dixième anniversaire de Batimat pour sa série « Caractère », par l’American society of interior designers (ASID) et l’Institute of business design (IBD) en association avec Contract magazine aux États-Unis pour la collection«  module 42 » et par un « Janus de l'industrie » pour sa collection « Marienbad » en France.

### Historique industriel
La mécanisation progressive de la manufacture se fit au milieu du XIXe siècle avec des machines à vapeur Weyher et Loreau (de) qui furent remplacées en 1924 par des machines Dujardin avec une batterie de chaudières Veillet-Lescure. Ce n'est qu'à compter de 1939 que l'électricité devient la principale force motrice.
L'énergie de cuisson a d'abord été fournie par la houille, puis pendant les périodes de pénurie est repassée au bois avant d'être transformée en gaz de bois pendant la Première Guerre mondiale.

## Données économiques

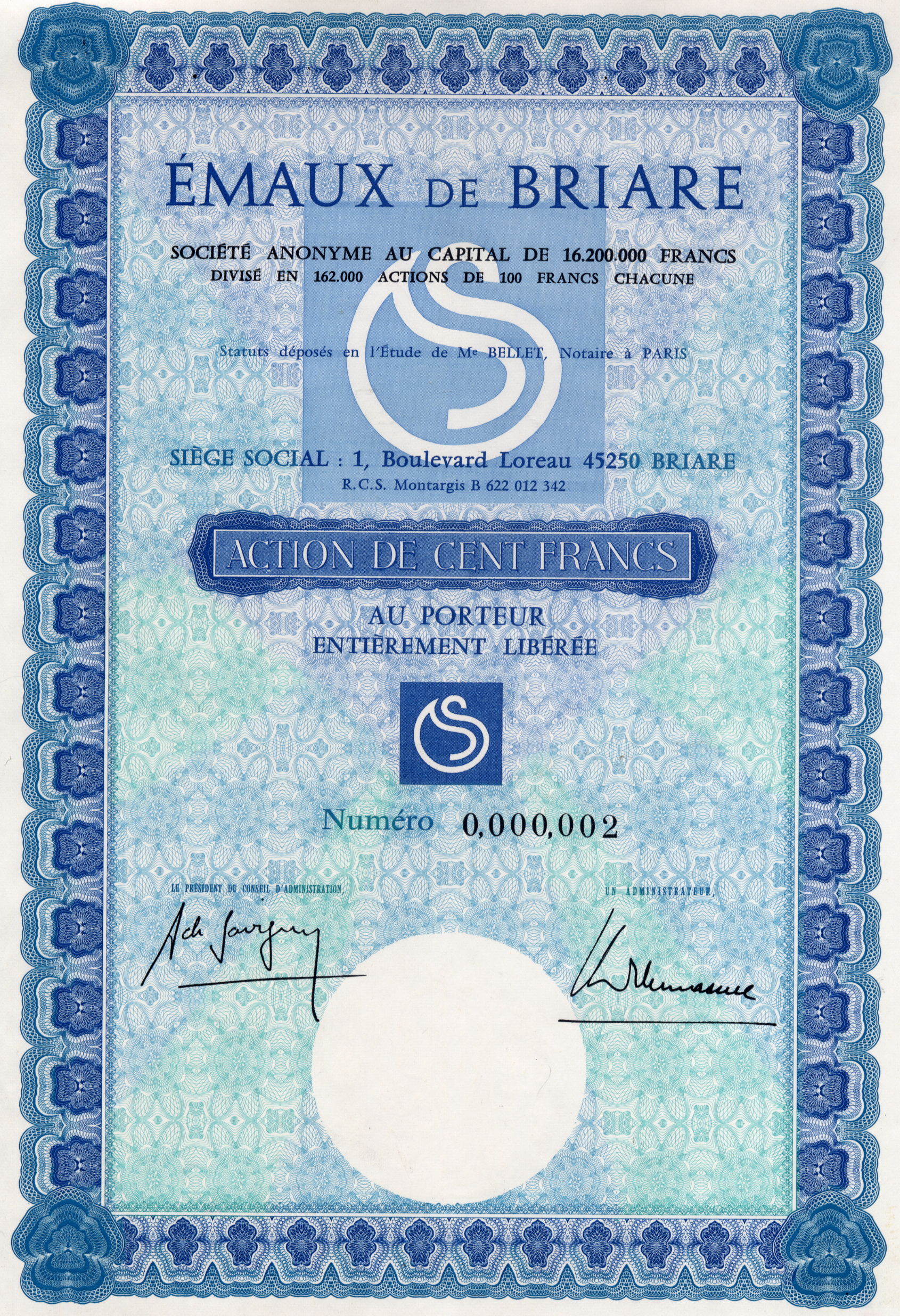
Action de 100 francs français de la société anonyme des Émaux de Briare, 1970.

La manufacture de Briare a été cotée à la bourse de Paris dès l'origine en 1838. Elle a été retirée de la cote quelques années après.
En 1962, alors que l'entreprise « société Bapterosses et Cie » avait été transmise par voie héréditaire depuis sa création, elle est cédée au groupe Société générale de fonderie (SGF) et devient « Manufacture de Briare SA » puis « SA Émaux de Briare » ; elle redevient cotée à la bourse de Paris. La SGF investit 150 millions de francs pour moderniser l'outil.
En 1996, la société « Les Jolies Céramiques au kaolin » rachète les « Émaux de Briare ».
Depuis 2001, la société Émaux et Mosaïques (EMO) est une société par actions simplifiée au capital de 2 844 988 €. L'entreprise employait 94 personnes en 2009.
Son capital est détenu directement et indirectement par Jean-Claude Kergoat.

## Procédés de fabrication

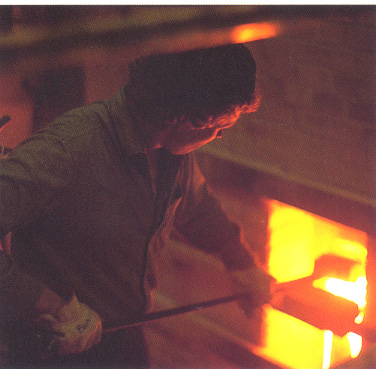
Bassin de calcine en fusion aux émaux de Briare.

### Évolution des productions

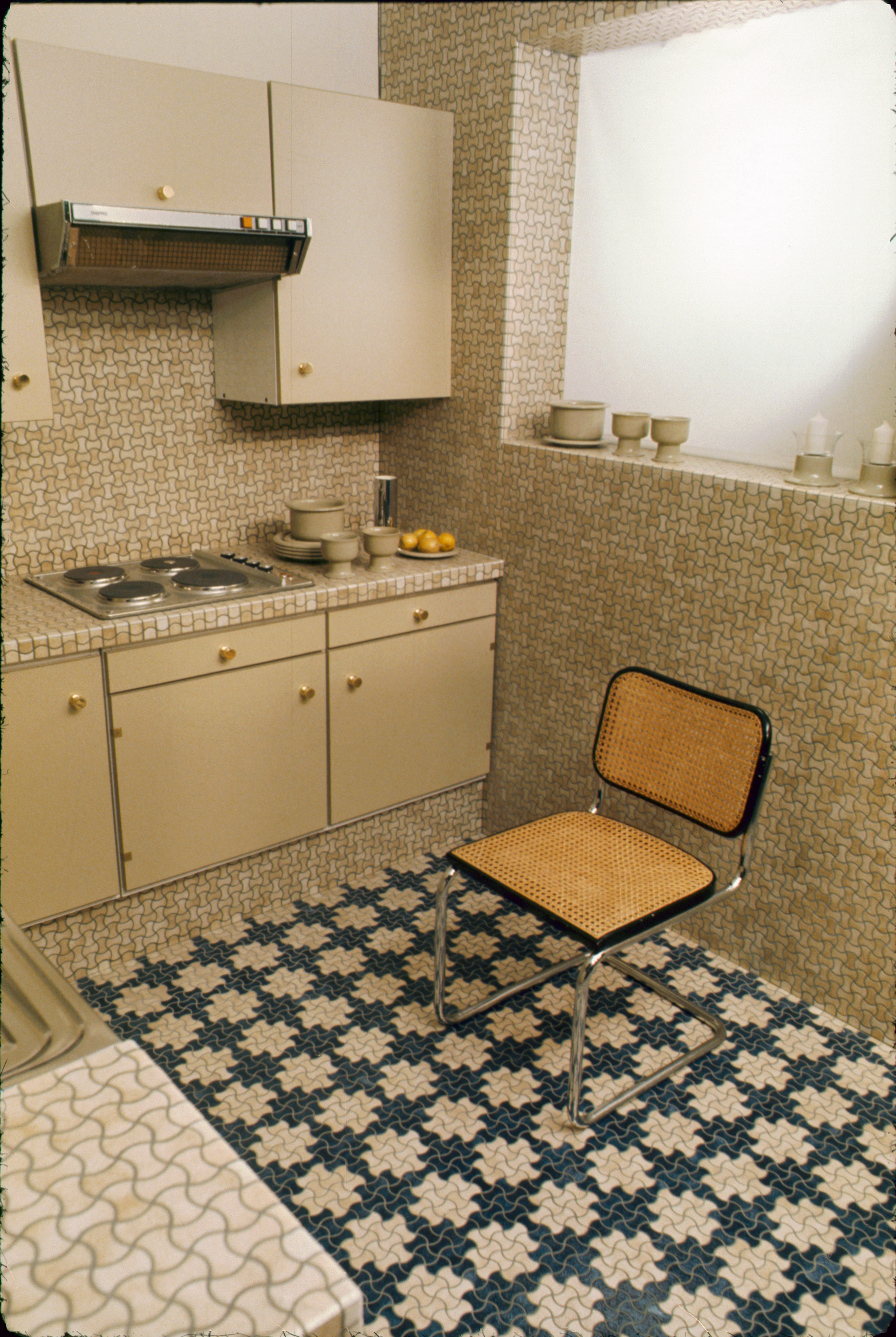
Cuisine des années 1970 en émaux de Briare Triton.

- 1837-1876 : faïence dite lithocérame compte tenu de son extrême dureté.
- 1845-1960 : boutons. La fabrique de boutons dits de porcelaine commence à Paris puis évolue vers le plastique à partir de 1955 avant de se terminer compte tenu de l'essor des machines à laver automatiques[113].
- 1864 à 1977 : L'entreprise produit des perles qui assureront un succès mondial[114],[115].
- 1882 à aujourd'hui: les mosaïques. activité marginale à l'origine elle  deviendra progressivement la principale production.

Alors que la production de boutons de porcelaine a révolutionné cette industrie en son temps, l'introduction d'un nouveau concept en 1882, les émaux dimensionnés, bouleverse le monde de la mosaïque. L'idée est d'offrir aux mosaïstes des tesselles de formes variées, d'un format inférieur à 1 cm2, qui les dispensent de devoir se servir de la marteline (sorte de marteau aux deux extrémités pointues). Cela abaisse considérablement le coût d'une mosaïque et favorise grandement son essor avec le mouvement artistique Art Nouveau.
Pendant les années Art déco, la taille des carreaux, toujours brillants, grossit à 12 mm puis à 15 mm, facilitant leur mise en œuvre.
En 1950, la société introduit des produits plus spécifiquement tournés vers le secteur du bâtiment avec la gamme Sialex (2 cm de côté), émaux semi-mats pouvant être installés y compris sur des sols « grand trafic ».
En 1968, la société invente le procédé connu sous le nom de « gemmage », un émaillage à sec donnant un aspect peau d'orange aux carreaux. Elle lance simultanément de nouveaux formats, inconnus pour certains jusque-là dans le monde du carrelage : hexagones (Gemmes, 1968), ronds (Dominos, 1971 / Ducats, 1971), diabolos (Triton, 1971), écailles (écailles, 1980), Triangle (Trio, 1980).
En 1974, elle lance les grands éléments afin de suivre la mode des carreaux grand format. La société fabrique des carreaux hexagonaux de 14 cm (Concept) et fait sous-traiter des carreaux carrés de 20 cm (gamme Cadri). Cette initiative se solde par un échec lié notamment à des problèmes techniques (retrait très important de l'émail entraînant des déformations trop sensibles sur ces grands formats) et d'image (les carreaux sous-traités n'étant plus en émail massif).
Aujourd'hui, les mosaïques sont regroupées en trois catégories, tous en émail massif : les gemmés d’une part et les pleine-masse brillants pour les murs de deuxième part, et les pleine-masse semi-mats et mats plutôt pour les sols d’autre part.
Il existe actuellement une douzaine de gammes de produits : gemmés: Harmonies, Progression, Marienbad, Gemmes, Ecailles. Pleine-masse brillants : Micro-mosaïques, Variations, Émaux 24 Carats ; Pleine-masse semi-mats et mats : Sialex, Mazurka, Polka, Pastilles.

### Fabrication actuelle des mosaïques
Le procédé de fabrication de la mosaïque se déroule en trois phases : la fabrication de la pâte d'émail appelée fritte ; le pressage en éléments et la cuisson ; le tri, le collage et l'emballage.
La calcine est constituée de sable, de roches cristallines et de fondant. Ce mélange est chauffé à haute température dans les fours d'origine, puis déversé dans de l'eau froide. La réaction thermique produit la calcine qui sert de base à l'émail. Pour créer la calcine colorée, des oxydes métalliques colorants sont incorporés au moment de la fusion.
Ce procédé de fabrication donne des propriétés telles que l'inaltérabilité, l'insensibilité aux acides usuels, aux bases et aux fortes variations de température.
La cuisson est aujourd'hui encore réalisée pour partie dans les fours conçus et fabriqués par le fondateur de la marque.
Les émaux sont vendus assemblés sur une trame en fibre de verre permettant ainsi de coller la mosaïque par plaque de 12 ou 13 pierres de côté (voir la rubrique lien externe pour plus de précisions).
L'usine conserve et répertorie chaque couleur créée depuis le début du XXe siècle.

## Exemples de réalisations
Les Émaux de Briare ont été utilisés dans l'architecture et la décoration de nombreuses réalisations. Parmi celles-ci, on peut citer :

### Édifices religieux

#### France
- l'église Saint-Étienne de Briare (Loiret), réalisée entre 1890 et 1895, selon les plans de l'architecte Dusserre et décorée par le mosaïste Eugène Grasset[C 1],[note 9],
- l'église Saint-Pierre de Nevers (Nièvre), décorée par le mosaïste Pietro Favret en 1924,
- la basilique du Sacré-Cœur de Montmartre (Paris),
- la basilique Notre-Dame-de-la-Garde de Marseille (Bouches-du-Rhône)[120],
- la basilique Notre-Dame de Fourvière de Lyon (Rhône) décorée par le mosaïste Isidore Odorico entre 1872 et 1896[C 2],[note 9],
- la basilique Notre-Dame-du-Rosaire de Lourdes (Hautes-Pyrénées),
- la cathédrale de la Résurrection d'Évry (Essonne) construite entre 1992 et 1995[121],
- la mosquée de Mantes-la-Jolie (Yvelines), calepinage en pastilles.

#### Autres
- l'église orthodoxe de San Francisco aux États-Unis
- la mosquée de Gökdepe au Turkménistan
- la mosquée de Sohar à Oman[122]
- la mosquée d'Al Bukhary à Kuala Lumpur en Malaisie
- la mosquée Hassan II de Casablanca[123] au Maroc

### Édifices publics et officiels

#### France
- l'hôpital de Briare (Loiret) réalisé en 1885 selon les plans de l'architecte Jean-Paul Gion, médaillé à l'exposition universelle de Paris de 1889[124],
- façade du centre socio-culturel de Briare,
- la façade du pavillon de la Serbie à l'exposition universelle de Paris de 1889 par Henri Bichi[125],
- la façade du palais de justice de Nanterre (Hauts-de-Seine),
- une crèche à Rennes (Ille-et-Vilaine) réalisée en 1928 selon les plans de l'architecte Emmanuel Le Ray et décoré par le mosaïste Isidore Odorico[126]),
- l'école maternelle et de garçons à Asnières construites en 1936 selon les plans des architectes Marius Chevallier et Maurice Launay[127], inscrites à l'Inventaire général du patrimoine culturel,
- la façade du théâtre municipal d'Orange (Vaucluse)[C 3],[note 9],
- le CES du quartier d'Anse Vata à Nouméa (Nouvelle-Calédonie).

#### Autres
- le théâtre municipal de Munich en Bavière (Allemagne),
- le palais du Sultan (Brunei),
- le palais du Türkmenbaşy (Turkménistan),
- le palais du Cambodge,
- le palais du Roi du Maroc[H 4],
- le parlement national à Abuja (Nigeria),
- le ministère des affaires étrangères (Djibouti),
- le palais de justice et les bureaux du Premier ministre à Kuala Lumpur (Malaisie).

### Transports

#### Gares ferroviaires

##### France
- la gare de Lyon à Paris (1898)[C 4],[note 9].
- la station de métro Havre-Caumartin à Paris (1904).
- les gares RER :
  - de Nation (Architecte : Alain Bourbonnais) ;
  - d'Auber (Architecte : André Wogenscky & Décorateur : André Mompoix[128]) ;
  - de Charles-de-Gaulle - Étoile (Architecte : Pierre Dufau, Grand prix de Rome & Coloriste : Jacques Fillacier [129] de l'ENSAAMA[130]) ;
  - de Juvisy[131].
- les gares nationales :
  - du Havre (1931-1932) (Architecte : Henri Pacon, sols[132]) ;
  - de Nevers ;
  - de Laroche-Migennes[133] ;
  - de Brive-la-Gaillarde.

##### Autres
- de nombreuses stations du métro de Bruxelles (Belgique) : 
  - Diamant (Architecte : J.F. Petit & Designer : Norbert Seroussi),
  - Porte de Namur (Architecte : Maxime Brunfaut)[134],
  - Yser,
  - Trône anciennement Luxembourg (Architecte : J-François Petit)[135],
  - De Brouckère,
  - etc. ;
- les stations Porscheplatz et Potsdam du métro de Berlin (Allemagne) ;
- plusieurs stations du métro de Madrid (Espagne) ;
- de nombreuses stations du métro de Montréal (Canada)[136] dont Lionel Groulx, Jean Talon, Acadie, Monk, Plamondon, Villa Maria, Saint-Michel, etc.

#### Aéroports

##### France
- l'aéroport de Paris-Orly (Essonne et Val-de-Marne) (1959)[C 5] (Architectes : Henri Vicariot, Pierre Gautier-Delaye & Van Hout) ;
- l'aéroport de Paris-Charles-de-Gaulle (Val-d'Oise, Seine-St-Denis et Seine-et-Marne) (Architecte : Paul Andreu).

##### Autres
- l'aéroport de Pittsburgh (Pennsylvanie, USA) (Architecte & Designer : Tasso Katselas ;
- l'aéroport d'Abou Dabi (Émirats Arabes Unis) ;
- l'aéroport de Cleveland-Hopkins (Ohio, USA) ;
- l'aéroport de Maiquetía - Simón Bolívar à Caracas (Venezuela) (Designer : Carlos Cruz-Díez) ;
- l'aéroport d'Amsterdam-Schiphol (Pays-Bas) ;
- l'aéroport d'Oslo-Fornebu (Norvège).

### Magasins, centres commerciaux et hôtellerie

#### France
- L'hôtel Westin Paris Vendôme à Paris (ex hôtel Continental) ;
- L'hôtel InterContinental Paris Le Grand[G 2] à Paris ;
- L'hôtel « 5 étoiles » Royal à Évian-les-Bains ;
- Le Domaine des Roches, « 4 étoiles » à Briare 
(ancien Château des Roches qui abritait la famille Yver).
- Le centre commercial de Créteil Soleil 
(Maître d'œuvre : Riehl, Maître d'ouvrage : Ségécé)[137] ;
- Le centre commercial du mail à Cholet ;
- La galerie Saint Sébastien à Nancy 
 (Architectes : Hart & Laborde)[137] ;
- Le centre commercial Beaulieu à Nantes ;
- Le centre commercial d'Angoulême 
(Architecte : Alexandre Chemetoff, Maître d'ouvrage : Ségécé) ;
- Un magasin à Saint-Briac-sur-Mer (1925) 
(Mosaïste : Isidore Odorico[138]).
- L'immeuble du n°25 de l'avenue Pierre 1er de Serbie à Paris (1928) 
(Architecte & Décorateur : Louis Brachet, Mosaïste : Gilardoni[139]).
- La façade d'une station d'essence à Villejuif (1933) 
(Architectes & Décorateurs : Jean et Joël Martel[140]).

#### Autres
- L'hôtel Victoria-Jungfrau Grand Hotel & Spa à Interlaken (Suisse) ;
- L'hôtel Intercontinental à Athènes (Grèce) ;
- Le Conference Palace à Riyad (Arabie Saoudite).
- Le centre commercial de Sollentuna (Suède) ;
- Le centre commercial de Brent Cross à Londres (Royaume-Uni) ;
- Un centre commercial de Melbourne (Australie) ;
- Un centre commercial de Houston (États-Unis).

### Sport

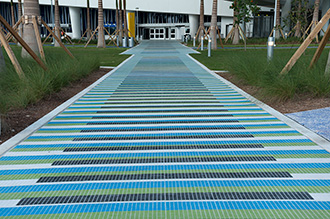
Carlos Cruz-Diez : Marlins Ballpark à Miami (États-Unis).

- La piscine Saint-Georges à Rennes en 1925 (architecte : Emmanuel Le Ray[141]),
- celle de Trouville-sur-Mer par les architectes Marc Brillaud de Laujardière et Raymond Puthomme en 1935,
- la piscine Lutetia à vagues artificielles (à Paris, architecte Louis Béguet)[142],
- le stade Louis-II à Monaco,
- la piscine olympique de Los Angeles,
- le centre aquatique de Weiden in der Oberpfalz (Allemagne),
- le complexe aquatique du Sydney Olympic Park en Australie,
- les vestiaires du Racing Club de France à Paris et du Real à Madrid,
- le stade des Marlins de Miami (Marlins Park, designer : Carlos Cruz Diez)[143].

### Autres réalisations
- Les façades des pavillons de la Serbie, de l'Italie, du Chili et du Gaz (pour l'exposition universelle de Paris de 1889 (architecte: Pierre-Henri Picq, mosaïste: Henri Bichi)[144],
- L'hôtel de la Caisse nationale d'épargne rue de Sèvres à Paris en 1886 (architecte : Jean-Marie Boussard, mosaïste: Henri Bichi)[145],
- une fontaine à Boulogne-Billancourt par Beauce & Moser en 1927[146],
- la Maison de verre de Pierre Chareau à Paris (1928)[C 6] ,[note 9],
- la maison-atelier de Tamara de Lempicka, Paris 14e, par Robert Mallet-Stevens,
- un immeuble d'habitation de Michel Roux-Spitz au 3 de la rue de la cité universitaire à Paris (1930)[C 7],[note 9],
- La Villa Cavrois de Robert Mallet-Stevens à Croix (1932)[C 8],[note 9],
- La façade d'un immeuble rue Port Mahon à Paris par les architectes André Morel, Louis Filliol et Georges Feray en 1937[147];
- Le bateau du prince Rainier III de Monaco,
- les thermes du Mont-Dore,
- plusieurs façades d'immeubles du quartier de La Part-Dieu à Lyon,
- la Tour de Lyon à Paris (architecte : Alfred Mille)[134]
- un pavillon de l'exposition universelle de Séville (1992, designer : Carlos Cruz-Díez),
- et de l'exposition internationale sur l'eau de Saragosse (designer: Studio Italo Rota),
- des agences du Pari mutuel urbain (PMU) à Paris.

Autres réalisations
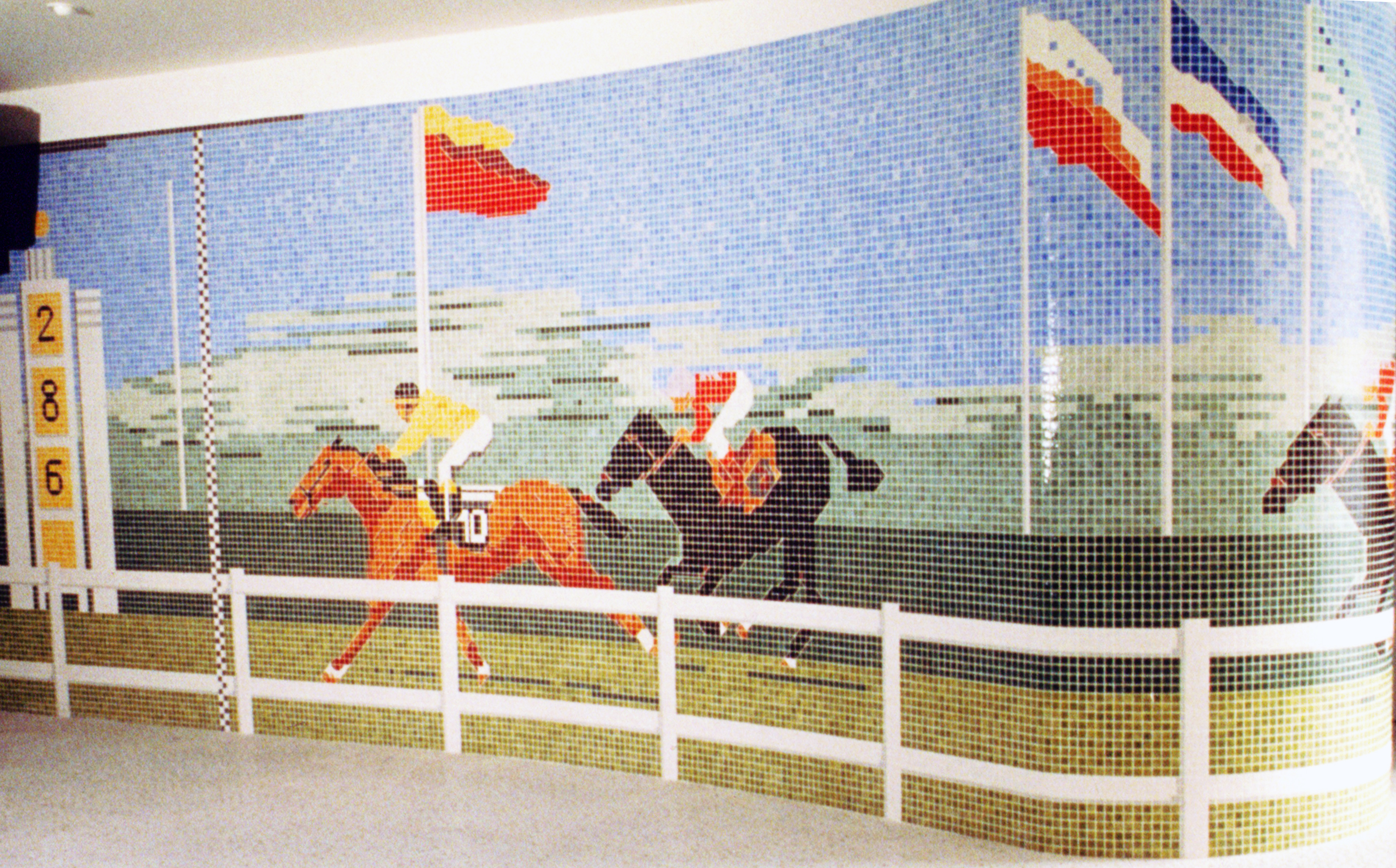
Mosaïques décoratives du PMU.
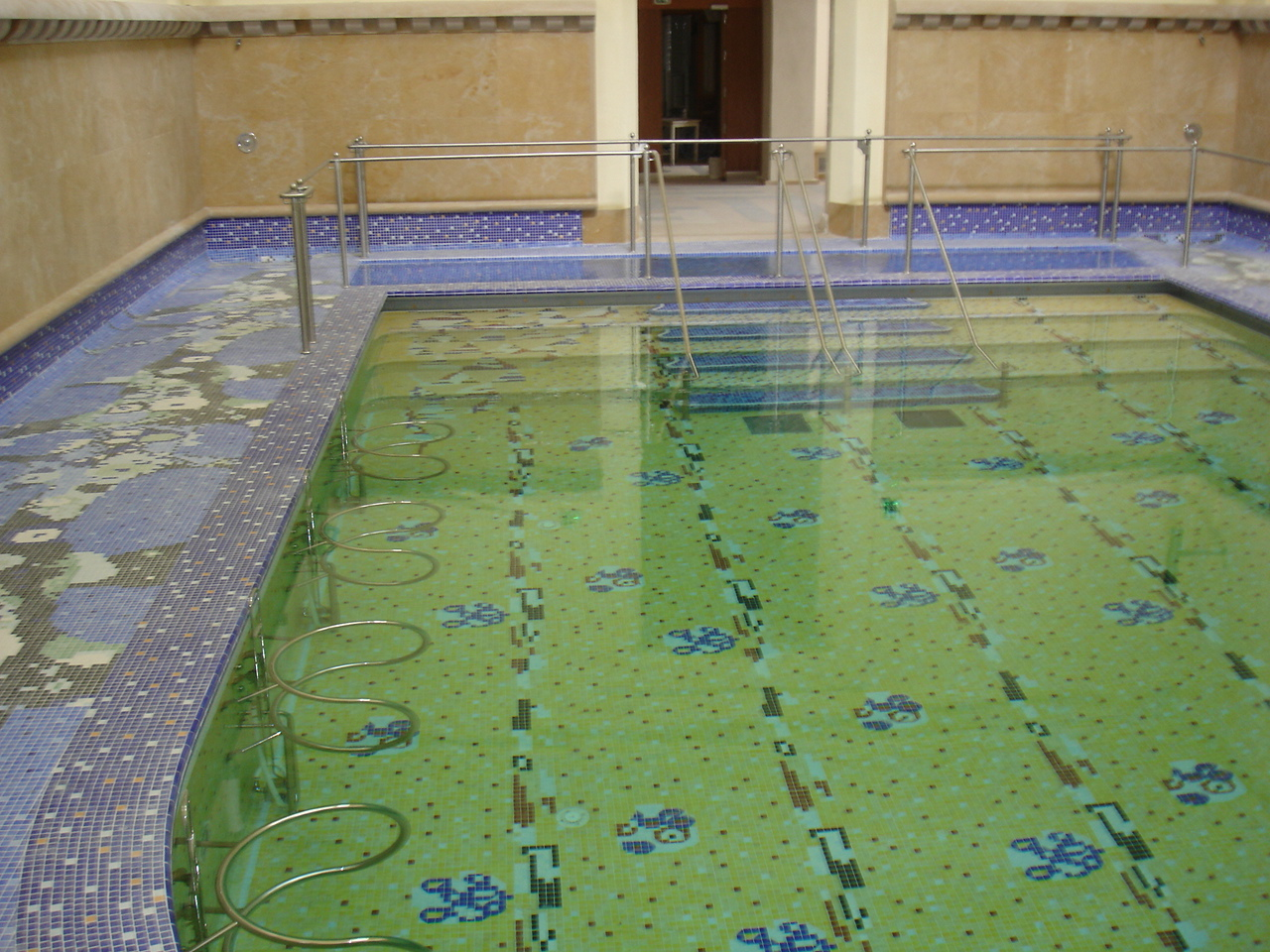
Les thermes d'Aix-les-Bains.
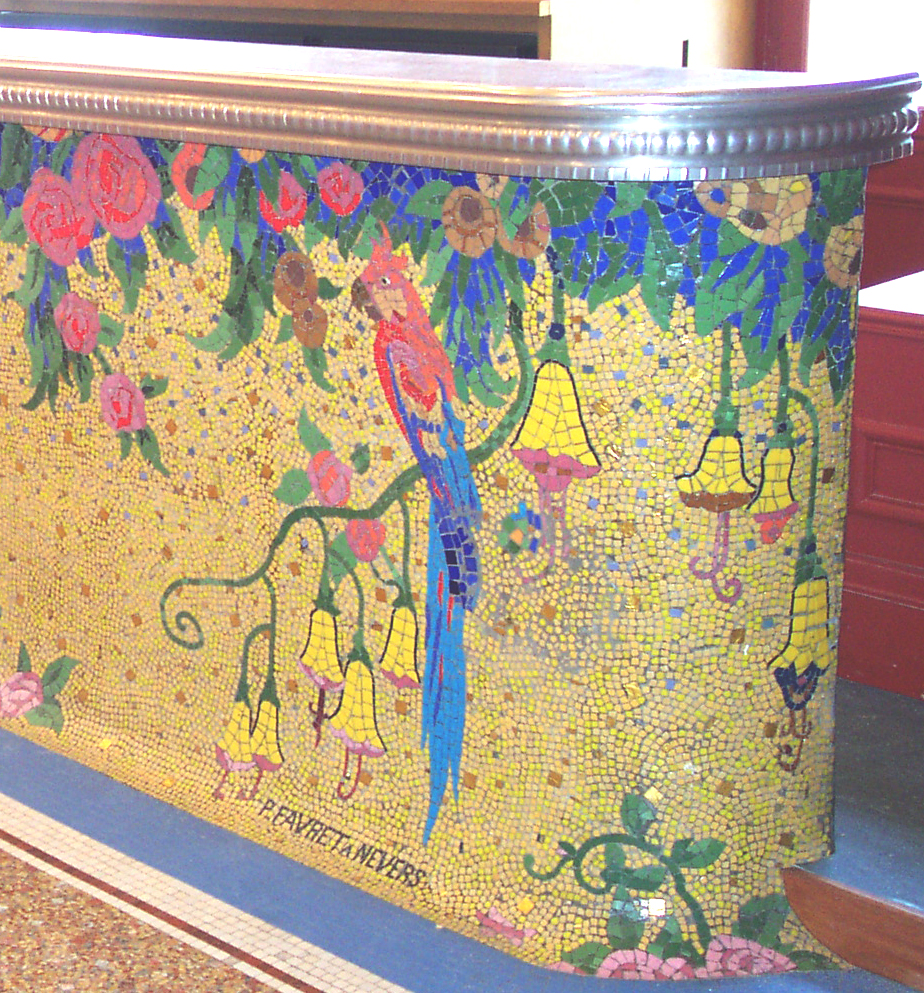
Bar de la salle de fêtes de Montargis, Pietro Favret, mosaïste, 1925.
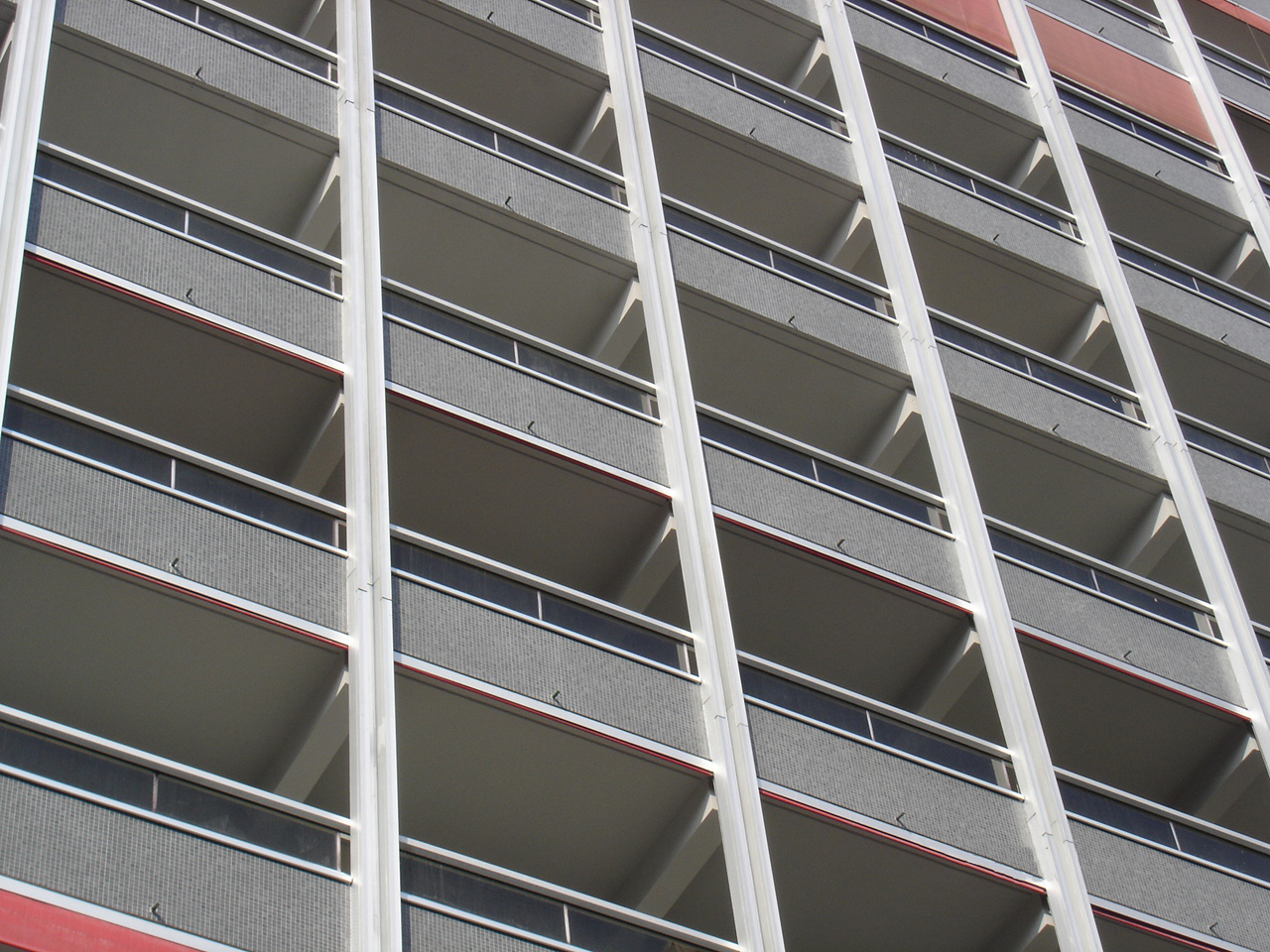
Façades du quartier de la Part-Dieu à Lyon, Harmonies.